# Lech Wałęsa
Lech Wałęsa ([ˈlɛx vaˈwɛ̃sa],  lyt ?, født 29. september 1943 i Popowo, Polen) er en tidligere polsk fagforeningsaktivist og politiker.
I december 1970 var Lech Wałęsa en af de ledende skikkelser i konflikten mellem regeringen og værftsarbejderne i Gdansk. I 1978 begyndte han, sammen med andre aktivister, at organisere arbejderne i frie, ikke-kommunistiske, fagforeninger. I august 1980 var han leder af strejken blandt værftsarbejderne på værftet i Gdansk. I december 1981 indførtes militær undtagelsestilstand og Lech Wałęsa blev arresteret. Han blev først løsladt i november 1982.
Han grundlagde Solidarność (Solidaritet), den første uafhængige fagforening i sovjetblokken, fik Nobels fredspris i 1983 og var Polens præsident fra 1990 til 1995.
Wałęsa er uddannet elektriker.

## Konstytucja T-shirt
Lech Wałęsa har siden 2018 valgt at gå med en T-shirt med ordet Konstytucja (Dansk: Forfatning) på som protest mod Lov og Retfærdighedspartiet da han mener at partiet ikke respekterer den polske forfatning. Wałęsa har udtalt at han vil have den på til sin begravelse hvis “Polen ikke opnår frihed” inden da.

## Historiske registreringer
- 14. august 1980 - Lech Wałęsa og hans kolleger på skibsværftet i Gdansk indleder de strejker, der senere fører til dannelsen af Solidarność og et systemskifte i Polen